# Franz Stephan Griese
Franz Stephan Griese  (* 26. Dezember 1889 in Straelen; † nach 1954 in Argentinien?) war ein deutscher römisch-katholischer Geistlicher, Kirchenkritiker und Philologe.

## Leben
Franz Griese wurde als Sohn des Postverwalters Rudolf Griese und seiner Ehefrau Maria Antoniette (geb. Stewens) in Straelen/Kreis Geldern geboren. Im Alter von 13 Jahren trat er 1902 in das Kloster St. Michael in Steyl in den Niederlanden ein. 1908 vollendete er in Mödling südlich von Wien im Missionshaus St. Gabriel Kloster der Steyler Missionare seine Gymnasialstudien. In diesem Jahr durchlief er auch das Noviziat, legte das erste Ordensgelübde ab und erlangte die niederen Weihen. Bereits 1911 beschäftigte er sich mit kritischen Bibelübersetzungen.
Nachdem Griese das Hohelied Salomos übersetzt hatte, verwarf er seine Übersetzung der 150 Psalmen – wegen Verneinung des Fortlebens nach dem Tode. Da seine Ausführungen im Gegensatz zu den Dogmen der katholischen Kirche standen, vernichtete er sie, um weiterhin das  Priestertum anstreben zu können. Mit dem Beginn des Ersten Weltkrieges wurde er Subdiakon und dann Militärkrankenwärter im Elisabeth-Hospital in Essen an der Ruhr. Am dortigen Königlichen Gymnasium am Burgplatz absolvierte er sein Abiturexamen, um in höhere geistliche Stellen aufsteigen zu können. 1918 erhielt er unter Erzbischof Caspar Klein in Paderborn seine Priesterweihe unter Ablegung des zuvor von Papst Pius X. eingeführten Antimodernisteneides.
Nachdem ihm 1919 die Veröffentlichung seiner Neuübersetzung der Paulusbriefe wegen eines vernichtenden Gutachtens des damaligen Professors für neutestamentliche Exegese von der bischöflichen Behörde Paderborn verboten worden war, begann er Widersprüche in Theologie und Bibel im Spezialstudium eingehend zu prüfen. Seine als Ergebnis dieser Arbeit erschienenen Schriften blieben jedoch kirchlich ohne Wirkung. Er hatte 1922 verschiedene Aufgaben in der Diözese Paderborn ausgefüllt und ging im selben Jahr für den Caritasverband nach Argentinien, um Spenden zu sammeln. Bevor er abreiste, besuchte er Adolf von Harnack, der ihm riet, seine Studien fortzusetzen und im geeigneten Moment aus der Kirche auszutreten. In Argentinien kamen ihm vor allem seine Kenntnisse von zwölf Sprachen zugute. Nachdem 1923, ohne sein Wissen, seine Paulusbriefe mit kirchlicher Druckerlaubnis des Erzbistums Köln veröffentlicht wurden, kehrte er zurück nach Deutschland.
1924 legte Griese bereits ein Manuskript von Ein Priester ruft: Los von Rom und Christo! vor, trat aus der katholischen Kirche aus und reiste wieder nach Argentinien. Hier habilitierte er sich an der Universität Buenos Aires, wurde Professor für Englisch und Französisch und gründete später eine Sprachakademie. Nachdem weitere kirchenkritische Schriften erschienen waren, vermählte er sich am 1. Juni 1927. Obwohl Griese bereits vor seiner Eheschließung, 1924, aus der Kirche ausgetreten war, erfolgte am 25. Juli 1938 seine große päpstliche Exkommunikation durch Papst Pius XI. Als Gründe dafür wurden seine Veröffentlichung kirchenfeindlicher Schriften und seine kirchliche Eheschließung in Mendoza/Argentinien in der Herz-Maria-Kirche (Iglesia Corazón de Maria) (er war noch nicht laisiert worden) angeführt.
1954 veröffentlichte er im Dürer-Verlag in Buenos Aires einen offenen Brief an Otto Hahn, in dem er die Verratshandlungen deutscher Wissenschaftler während des Zweiten Weltkriegs kritisierte und aufs Schärfste verurteilte.

## Veröffentlichungen (Auswahl)
- Psalmenklänge. Texte des Psalteriums aus dem Hebräischen übersetzt und zu einheitlichen Gebeten zusammengestellt. Verlag Ferdinand Schöningh: Paderborn 1915
- Christen aller Konfessionen, vereinigt Euch! Gegensätze der evangelischen und katholischen Religion bedeutungslos. Vaterländischer Verlag: Berlin 1921
- Die Briefe des Heiligen Paulus. Paulusverlagsanstalt: Graz 1923
- Ein Priester ruft: Los von Rom und Christo! Ludendorffs Verlag: München 1932 (Online-Version)
- La desilusión de un sacerdote. Editorial Claridad, Buenos Aires 1933 (Online-Version)
- Der große Irrtum des Christentums erwiesen durch einen Priester – Wissenschaftliche Abhandlung für alle Fakultäten., Ludendorffs Verlag: München 1936 (Online-Version)
- Inquisitionstribunal 1938 – Papst Pius XI. gegen Prof. Fr. Griese – Veröffentlichter Brief Grieses an den Papst nach erfolgter weltweiter Ächtung, Buenos Aires, Calle Maipú 92 VII, vom 25. Heuerts(Juli) 1938; Ludendorffs Verlag: München (Online-Version)
- Spanisch, leicht und gut. Verlag E. Beutelspacher: Buenos Aires 1949
- Aleman Basico: Metodo Fragri – Tomo I  Idioma-Aleman / Cuarta Edición, Verlag E. Beutelspacher: Buenos Aires 1951
- La sinfonía del universo: bases de filosofía integral.  Verlag E. Beutelspacher: Buenos Aires 1953, (Bd. 6 der Reihe El mundo y el hombre)
- Offener Brief an die vom 27. – 31. Mai 1954 in Bayreuth versammelten deutschen Wissenschaftler, insbesondere an die Adresse von Prof. Otto Hahn. Dürer-Verlag, Buenos Aires 1954 (Digitalisat)